# Laurent Seksik
Laurent Seksik, né en 1962 à Nice, est un médecin et écrivain français, romancier, dramaturge, et scénariste de bande dessinée. Il a notamment écrit Les Derniers Jours de Stefan Zweig et Le Cas Eduard Einstein.

## Biographie

### Carrière médicale
Au terme de ses études médicales, Laurent Seksik devient interne des hôpitaux de Paris en 1986. Sa thèse « Extension pariétale des cancers bronchiques en imagerie par résonance magnétique » (1991) paraît en anglais sous forme d'article dans le journal américain Radiology. Il est ensuite médecin radiologue, chef de clinique des hôpitaux de Paris.

### Carrière littéraire
Plusieurs de ses ouvrages sont « traversés par la folie » ou la maladie mentale.
Il publie en 1999 aux éditions Lattès son premier roman Les Mauvaises Pensées, « où apparaissent déjà Albert Einstein et Sigmund Freud », dans lequel le personnage principal a « le don de lire dans les pensées — aptitude qui va le mettre à part, à l'écart. » Le roman obtient le prix Wizo,. Il est traduit dans une dizaine de langues.
Son deuxième roman La Folle Histoire paraît en 2004, « sur la quête de Ben, né à Sainte-Anne de deux parents malades mentaux » ; il reçoit le prix Littré,.
La Consultation, publié l'année suivante, en 2005, est l'« histoire d'un fils malade et mal aimé. »
« Entre 2003 et 2006, il a une activité de critique littéraire, anime l’émission littéraire d’I-Télé, Postface, et la chronique littéraire de la Matinale de Canal+ », d'après son éditeur Rue de Sèvres.

### Décoration
- Chevalier de l'ordre des Arts et des Lettres 2007[12]

## Publications

### Les Derniers Jours de Stefan Zweig
En 2010 est publié Les Derniers Jours de Stefan Zweig. L'ouvrage « retrace les six derniers mois de Stefan Zweig, de son arrivée à Petrópolis en septembre 1941 à ce fatal 22 février 1942 », jour de son suicide. Le journal Le Figaro mentionne en 2012 que cet ouvrage est un « best-seller vendu à près de 100 000 exemplaires », et L'Obs souligne en 2013 : « traduit en quinze langues, ce roman a connu un formidable succès. »
L'ouvrage obtient le prix Impact médecine 2010.
Il adapte son ouvrage au théâtre, dans la pièce Les Derniers Jours de Stefan Zweig, jouée en 2012, et interprétée par Patrick Timsit dans le rôle de Stefan Zweig, et par Elsa Zylberstein dans celui de Lotte, son épouse.
Une adaptation en bande dessinée par l'auteur, et dessinée par Guillaume Sorel est publiée sous le même titre en 2012 chez Casterman.
Le New-York Times le cite comme l'un des nombreux écrivains ayant participé au nouvel intérêt porté à Stefan Zweig, et indique que son livre, aussi traduit pour être publié aux États-Unis, a été un best-seller en Europe.
En 2016, il adapte au théâtre le texte de Stefan Zweig Le Monde d'hier,, avec Jérôme Kircher et Patrick Pineau, au théâtre des Mathurins à Paris.

### La Légende des fils
En 2011 sort son roman La Légende des fils, qui se déroule à Phoenix (Arizona), en 1962, année de la naissance de l'auteur.

### Le Cas Eduard Einstein
Le Cas Eduard Einstein est publié en 2013. Laurent Seksik s'intéresse à un pan de l'histoire personnelle d'Albert Einstein — auquel il avait en 2008 consacré une biographie, au simple titre Albert Einstein, publiée chez Gallimard.
L'ouvrage se penche sur Albert Einstein, sur sa première épouse Mileva Maric Einstein et leur fils Eduard, « fils schizophrène, qu'il a abandonné en Suisse . Exilé aux Etats-Unis avec sa deuxième épouse, Einstein ne le verra plus avant sa mort » Pour L'Obs, « Laurent Seksik fait s'entrecroiser dans ce roman polyphonique trois destins et trois voix discordantes confrontées à la folie », celle d'Einstein, de son fils Eduard, et de sa première épouse Mileva Marić Einstein, et « en s'appuyant sur ces trois voix, Laurent Seksik donne à lire une fiction très documentée, recrée des scènes poignantes. Un voyage aux accents de tragédie, de 1896 à 1965, de Novi Sad, la ville natale de Mileva, à Zurich, en passant par Berlin, Princeton et Vienne où Eduard subit un traitement barbare ». Pour L'Express, « Laurent Seksik semble avoir tout lu sur le sujet », et l'ouvrage est « un saisissant huis clos ».
Le livre rencontre un certain succès public et critique : il est vendu à 45 000 exemplaires, puis en édition poche écoulé à plus de 40 000 exemplaires. Il est sélectionné pour le prix Goncourt,, le grand prix du roman de l'Académie française,, et le prix Jean Giono ; il est finaliste du Prix Femina, finaliste du Prix Goncourt des lycéens ; il obtient le prix du Meilleur roman français du Parisien et le prix littéraire de Psychanalyse. Il est également retenu dans les 11 ouvrages européens choisis pour participer au « Books at Berlinale » du Festival international du film de Berlin 2014.
Il l'adapte également au théâtre, dans une pièce au même titre,, en 2019. Le projet avait été lancé par Michel Bouquet quatre ans auparavant, après une lecture publique de l'ouvrage, et qui devait jouer le rôle principal du personnage d'Albert Einstein. Il est finalement remplacé par Michel Jonasz.
Le Cas Eduard Einstein fait aussi l'objet par l'auteur, d'une adaptation radiophonique en feuilletons, diffusée par France Inter en 2018.

### Autres
En 2014, il écrit le scénario de la bande dessinée Modigliani : prince de la bohème, dessinée par Fabrice Le Hénanff, sur le peintre italien Amedeo Modigliani, et il crée à nouveau une pièce de théâtre en 2017, Modi, interprété par Stéphane Guillon dans le rôle-titre.
En 2014 également, avec Laurent Delahousse, il coécrit le scénario d'un docufiction sur la vie de Charlie Chaplin, Chaplin, la légende du siècle,, réalisé par Frédéric Martin et Anne Leboulch, diffusé dans l'émission Un jour, une histoire sur France 2,. Le film obtient l'Award du meilleur projet culturel au festival de la fiction TV de La Rochelle 2013,, et l'Award du meilleur documentaire international 2014 au Festival international du film de São Paulo, (Brésil). En 2019, Laurent Seksik l'adapte en scénario pour une série BD, Chaplin, dessinée par David François.
Dans Romain Gary s'en va-t-en guerre, publié en 2017, il s'intéresse à l'enfance de Romain Gary, et « sort de l'oubli Arieh Kacew, grand absent de l'histoire de l'écrivain », son père.
Un fils obéissant, en 2018, selon la revue littéraire québécoise Nuit blanche, « revêt un caractère plus personnel, car Seksik le consacre à son propre père, Lucien, mort en 2016 ».

Fin 2019, à la suite de l'écriture du docufiction Chaplin, la légende du siècle quelques années auparavant, il scénarise le premier opus de la série de bande dessinée prévue pour 3 tomes Chaplin, dessinée par David François, éditée par Rue de Sèvres. Elle s'intéresse à la vie de Charlie Chaplin, et le premier tome Chaplin en Amérique, se déroule durant les années 1910. Laurent Seksik précise en novembre 2019 au journal Le Parisien, à propos de cette série : 

« Ça n'est pas une biographie, plutôt un roman. Chaplin a beaucoup de points communs avec Albert Einstein. Ce sont tous les deux des génies, l'un dans la physique, l'autre le cinéma. Ils ont tous les deux eu des destins incroyables et étaient courageux et engagés. Je voulais donc raconter une aventure humaine. »

## Œuvres

### Ouvrages
- Les Mauvaises Pensées, Lattès, 1999
- La Folle Histoire, Lattès, 2004
- La Consultation, Lattès, 2006
- Albert Einstein (biographie), Gallimard, Folio, 2008[6]
- Les Derniers Jours de Stefan Zweig, Flammarion, 2010
- La Légende des fils, Flammarion, 2011
- Les Derniers Jours de Stefan Zweig (BD)[8], dessins de Guillaume Sorel, Casterman, 2012  (ISBN 9782203041769)
- Le Cas Eduard Einstein, Flammarion, 2013
- Modigliani : prince de la bohème (BD), scénario Laurent Seksik, dessin Fabrice Le Hénanff, Casterman, 2014
- L’Exercice de la médecine, Flammarion, 2015
- Romain Gary s'en va-t-en guerre, Flammarion, 2017
- Un fils obéissant, Flammarion, 2018
- Série BD Chaplin, scénario et dialogues de Laurent Seksik ; mise en scène, dessins et couleurs de David François, Rue de Sèvres — prévue en 3 tomes

1. Chaplin en Amérique[1], 2019

- La Folle Épopée de Victor Samson, Flammarion jeunesse, 2020
- Franz Kafka ne veut pas mourir, Gallimard, 2023

#### Article
- « La voix d'une époque vaincue », hors-série Le Monde : Une vie, une œuvre : Stefan Zweig, l'européen, n° 38, 2017

### Dramaturgie
Laurent Seksik a écrit cinq pièces de théâtre, dont une d'après les écrits de Stefan Zweig.

#### Adaptations
- Adaptation de son ouvrage Les Derniers Jours de Stefan Zweig de 2010 dans la pièce Les Derniers Jours de Stefan Zweig.

Mise en scène de Gérard Gélas ; texte de Laurent Seksik ; décors de Jean-Michel Adam ; costumes Pascale Bordet ; lumières de Gérard Gélas ; avec Patrick Timsit (Stefan Zweig), Elsa Zylberstein (Lotte), Jacky Nercessian (Ernest Feder), et al. ; Théâtre Antoine, Paris, création 2012.
- Adaptation de son livre Le Cas Eduard Einstein dans une pièce au même titre[19],[21].

Mise en scène de Stéphanie Fagadau ; interprétation : Michel Jonasz, Hugo Becker, Josiane Stoleru, Amélie Manet, Jean-Baptiste Marcenac et Pierre Bénézit ; Comédie des Champs-Elysées, Paris, 2019.
- Adaptation de la bande dessinée Modigliani : prince de la bohème (2014) avec la pièce (2017) Modi[29].

Mise en scène de Didier Long ; avec Stéphane Guillon, Sarah Biasini, Geneviève Casile et Didier Brice ; théâtre de l'Atelier, Paris, 2017.
- Adaptation du texte de Stefan Zweig Le Monde d'hier. Souvenirs d'un Européen[15],[16], en 2016.

Mise en scène et interprétation : Jérôme Kircher et Patrick Pineau ; théâtre des Mathurins, Paris.
- Écriture d'une pièce d'abord intitulée Emportée par la Commune, puis Les Amants de la Commune[37], qui raconte l'histoire d'amour impossible entre un officier de l'Armée versaillaise et une gouvernante engagée dans la Commune.

Interprétation (mars 2021) : Lambert Wilson et Andréa Bescond ; mise-en-scène d'Éric Métayer. Reprise, au printemps 2022, au Théâtre Antoine, avec Isabelle Carré et Pierre Deladonchamps ; mise en scène de Géraldine Martineau (de la Comédie-Française).

### Scénario d'undocufiction
- Chaplin, la légende du siècle[1], co-écrit avec Laurent Delahousse[30], réalisé par Frédéric Martin et Anne Leboulch, diffusé dans l'émission Un jour, une histoire sur France 2[1],[31], 2014

## Prix
- Prix Wizo 2000[8],[9] pour Les Mauvaises Pensées
- Prix Littré[8],[9] 2005, Catégorie Meilleur médecin-écrivain de l'année, pour La Folle Histoire
- Prix Impact médecine 2010[4] et prix Nice-Baie-des-Anges pour Les Derniers Jours de Stefan Zweig
- Award du Meilleur Projet culturel au Festival de la fiction TV de La Rochelle 2013[10],[32] pour le docu-fiction Chaplin, la légende du siècle qu'il a coécrit, avec Laurent Delahousse
- Award du Meilleur Documentaire International 2014 au Festival international du film de São Paulo[10],[33] pour le docu-fiction Chaplin, la légende du siècle qu'il a coécrit avec Laurent Delahousse
- Prix littéraire des Hebdos en Région 2014[41] pour Le Cas Eduard Einstein
- Finaliste du prix Goncourt des lycéens 2013[26] pour Le Cas Eduard Einstein
- Finaliste du Prix Femina 2013[25] pour Le Cas Eduard Einstein
- Prix du meilleur roman français du Parisien[22] 2014 pour Le Cas Eduard Einstein
- Prix littéraire de psychanalyse[22] 2014 pour Le Cas Eduard Einstein
- Parmi les 11 ouvrages européens retenus pour participer au « Books at Berlinale »[27] du Festival international du film de Berlin 2014 pour Le Cas Eduard Einstein

### Radio
- « Laurent Seksik, médecin et écrivain », dans Musique émoi, France Musique, Elsa Boublil, le 16 février 2020